# Magnó
El magnó és una quasipartícula generada per una excitació col·lectiva de l'estructura d'espín dels electrons en un cristall. Des del punt de vista ondulatori en mecànica quàntica, un magnó pot ser considerat com una ona d'espín quantitzada. Els magnons porten una quantitat fixa d'energia i de quantitat de moviment de l'estructura cristal·lina, i tenen espín-1 és a dir són bosons (vectorials).
El concepte de magnó va ser introduït el 1930 per Felix Bloch per tal d'explicar la reducció de la magnetització espontània en un imant de ferro. A una temperatura de zero absolut, un imant de Heisenberg assoleix l'estat d'energia més baixa, en el qual tot els espíns atòmics (i per tant, tots els moments magnètics) estan alineats en la mateixa direcció. Quan augmenta la temperatura, més i més espins comencen a girar aleatòriament augmentant l'energia interna i reduint la magnetització neta. Si hom considera l'estat perfectament imantat a zero temperatura com l'estat de buit de l'imant, l'estat de temperatura baixa amb uns quants espíns desalineats pot ser considerat com un gas de quasipartícules, en aquest cas de magnons. Cada magnó redueix l'espín total al llarg de la direcció de magnetització d'una unitat de ħ (constant de Planck) i la magnetització d'un valor γħ, on γ és la fracció giromagnètica. Aquest fet portà a Bloch a derivar la llei de dependència de la temperatura de magnetització espontània:
{\displaystyle M(T)=M_{0}(1-(T/T_{C})^{3/2})}.
La teoria quantitativa dels magnons, com a ones d'espín quantitzades, va ser desenvolupada per Theodore Holstein, Henry Primakoff (1940), i Freeman Dyson (1956). Utilitzant el segon formalisme de quantització van demostrar que els magnons es comporten com a quasiparticles feblement interactuants, obeint l'estadística de Bose–Einstein (bosons).
La detecció experimental directa dels magnons, via difusió inelàstica de neutrons dins la ferrita, fou aconseguida el 1957 per Bertram Brockhouse. D'aleshores ençà, els magnons han estat detectats en ferromagnets, ferrimagnets, i antiferromagnets. El comportament dels magnons pot ser estudiat amb una varietat de tècniques de difusió. Els magnons es comporten com un gas de Bose amb potencial químic nul. Les ones d'espín poden ser excitades amb microones tot creant magnons addicionals, fora de l'equilibri, que termalitzen en fonons. A una densitat crítica donada, es forma un condensat, evidenciat per l'emissió de microones monocromàtiques. Aquesta font de microones pot ser controlada amb un camp magnètic aplicat.